# Notohygrobates kathrynae
Notohygrobates kathrynae är en kvalsterart som beskrevs av Cook 1983. Notohygrobates kathrynae ingår i släktet Notohygrobates och familjen Hygrobatidae. Inga underarter finns listade i Catalogue of Life.